# バナナブレッド
バナナブレッド(英語: Banana bread)はバナナのマッシュから作るパンの一種である。バナナケーキとも呼ばれる。ふつうはしっとりした甘くケーキのような速成パンであるが、酵母を使ってふくらませる伝統的なスタイルのパンとしてのバナナブレッドレシピもある。

## 来歴
バナナブレッドは1930年代にベーキングソーダやベーキングパウダーが普及するとともに、はじめてアメリカ合衆国の料理本の定番レシピとなった。ピルズベリー社が1933年に刊行した料理本Balanced Recipesにレシピが載っている。1930年代のバナナブレッドは、21世紀に普及しているものよりも小さく、乾いたものだったと考えられている。1940年代には第二次世界大戦の影響で、スパイスなどを使わずサワーミルクを入れるレシピが使われていた。その後、1950年にChiquita Banana's Recipe Bookが刊行されて、バナナブレッドがさらによく知られるようになった。1980年代から1990年代にかけては、しっとりしたバナナブレッドを作るためバターやショートニングを入れるレシピが増え、クルミやペカンなどのナッツを入れるレシピも人気になった。
アメリカ合衆国においては、2月23日がバナナブレッドの日とされている。

## レシピ
つぶしたバナナに小麦粉や砂糖、バター、卵などを混ぜ、好みでナッツ類などを入れてオーヴンで焼く。

### 派生レシピ
レーズンが入るバナナレーズンブレッド、クルミやペカンなどのナッツを入れるバナナナッツブレッド、チョコレートチップを入れるチョコレートチップブレッド、マフィン状にするバナナブレッドマフィン、プディングにするバナナブレッドプディングなどの派生レシピがある。サセックス公爵ヘンリーの妃メーガンは2018年10月のオーストラリア外遊で手作りのバナナブレッドを振る舞い、ゴシップ誌などで話題となったが、このバナナブレッドにはショウガとチョコレートチップが入っていた。
バナナブレッドプディングと呼ばれるものには、バナナブレッドを使うのではなくバナナとパンを使うものもある。バナナズ・フォスター・ブレッドプディングは、バナナブレッドではなくバナナズ・フォスターとパンを使うものである。

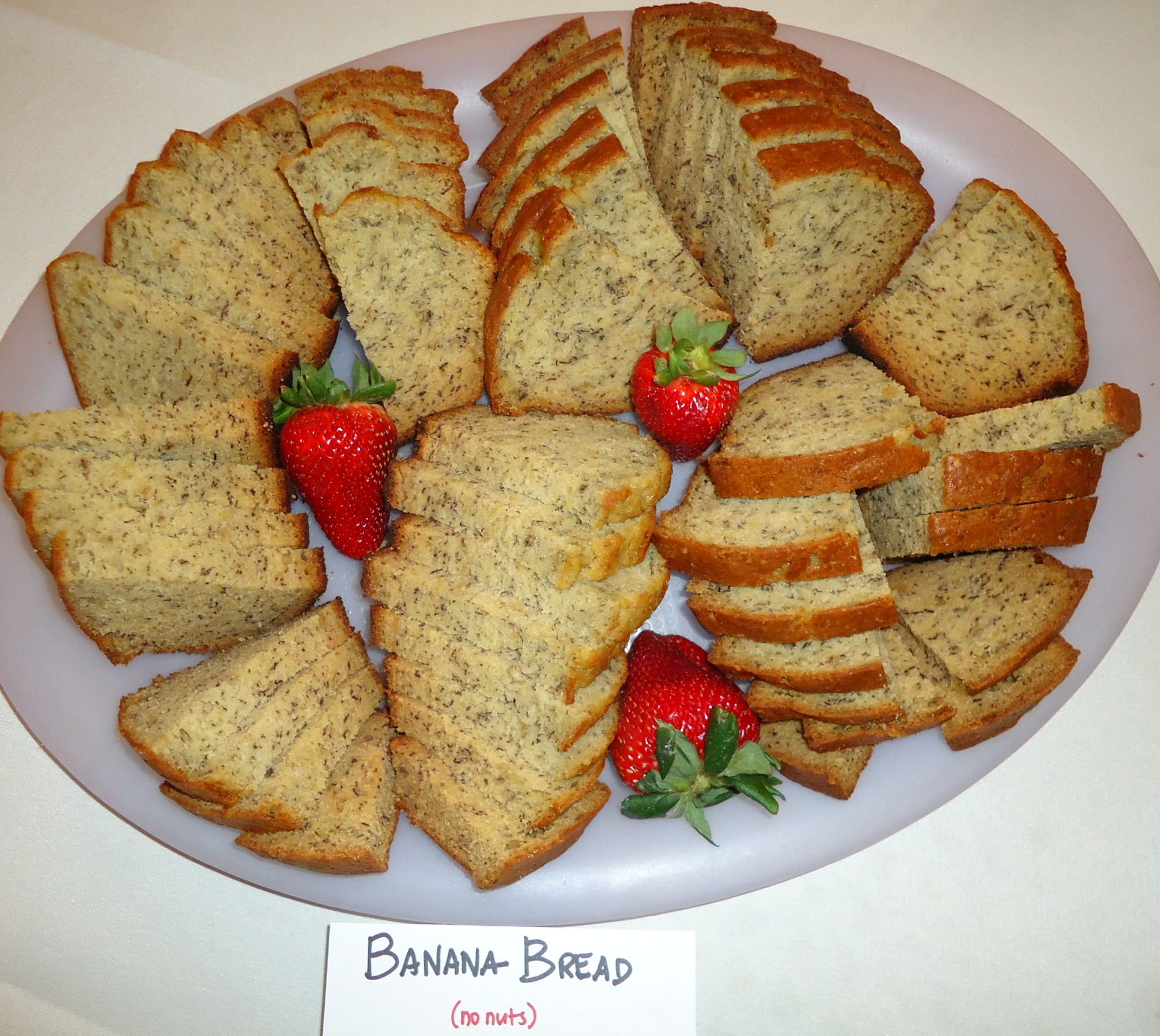
バナナブレッドとイチゴ
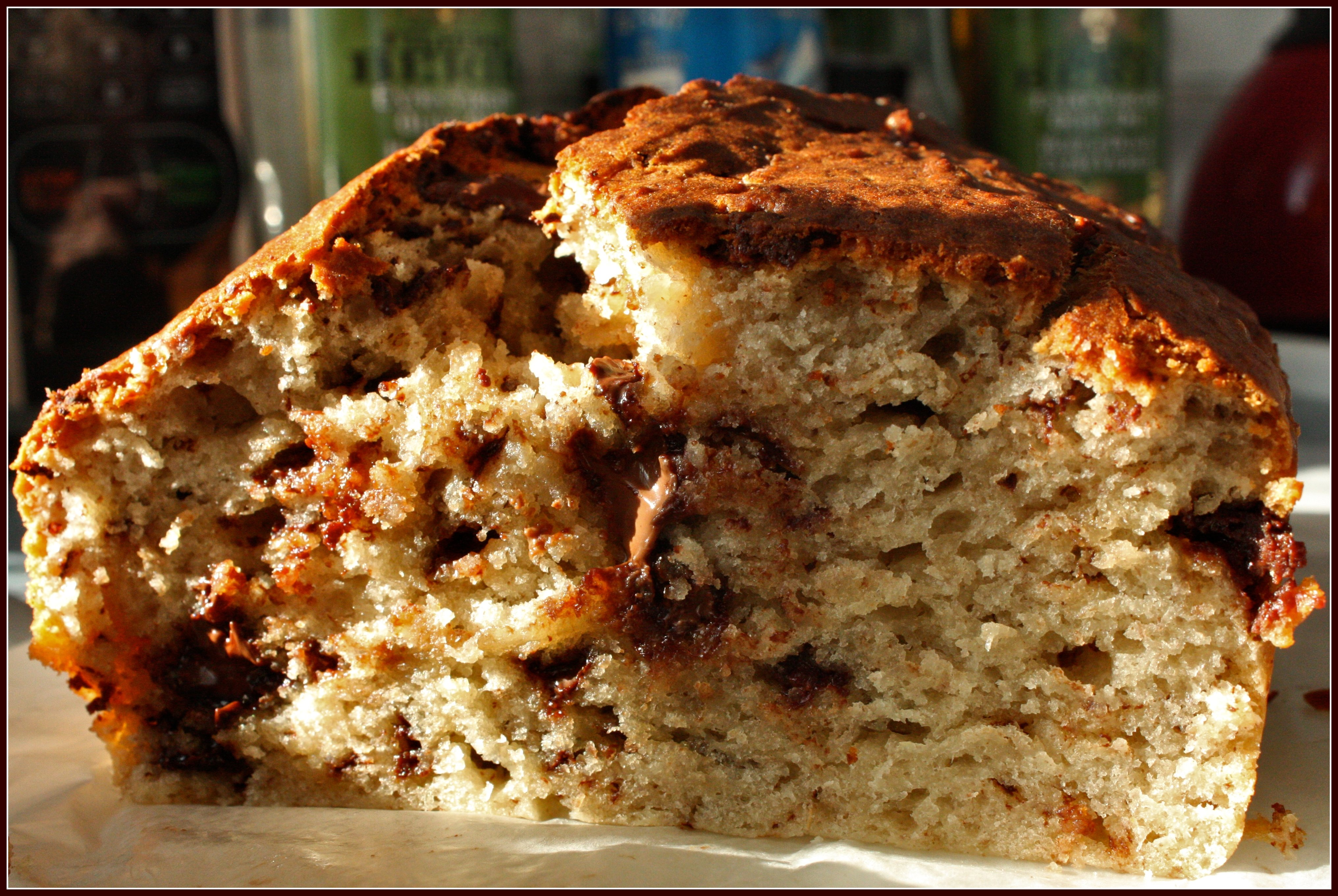
チョコレートチップバナナブレッド
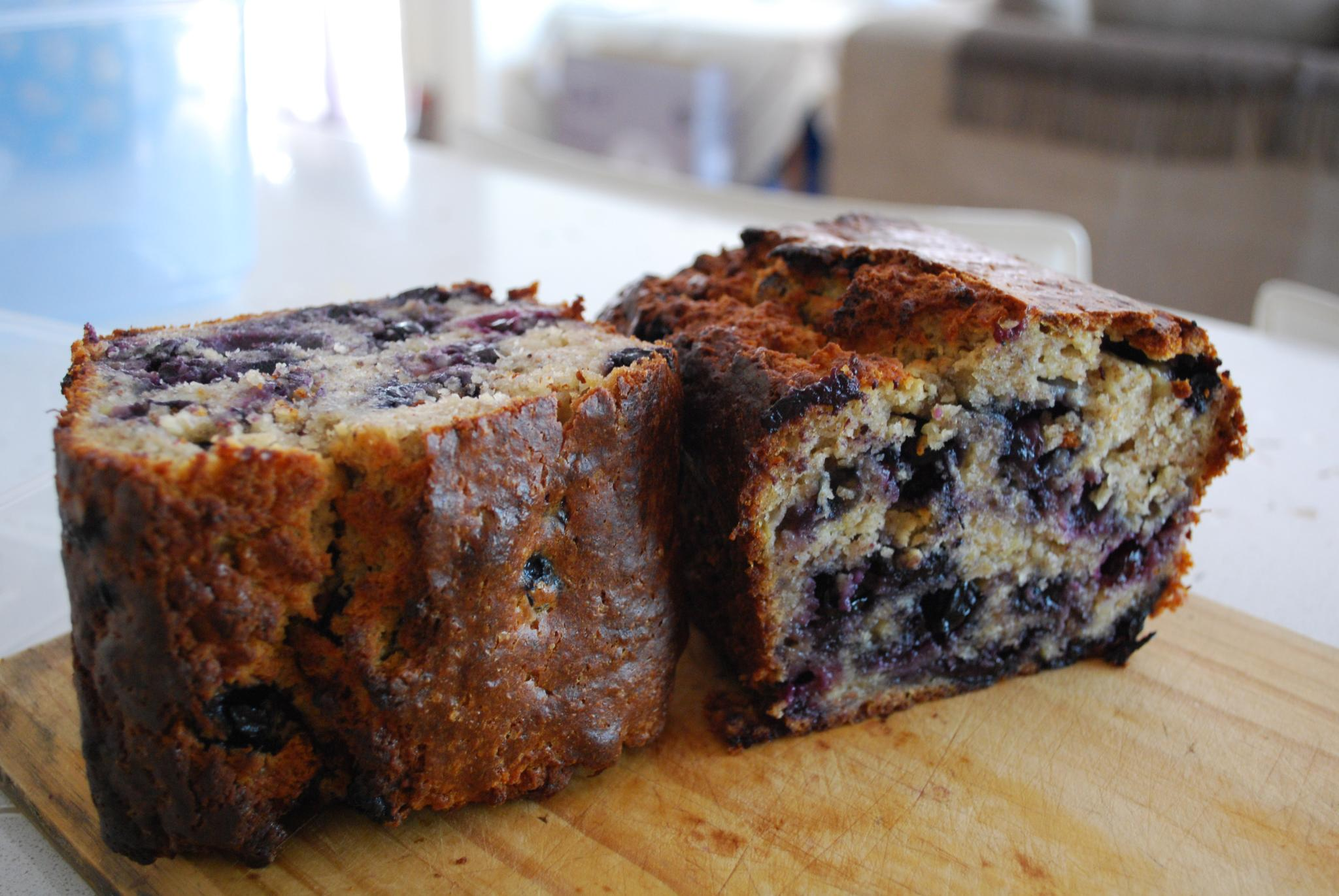
ブルーベリーバナナブレッド